# 1989 EE
1989 EE är en asteroid i huvudbältet som upptäcktes 4 mars 1989 av den amerikanske astronomen Eleanor F. Helin vid Palomar-observatoriet.